# 上欽查區
上欽查區（西班牙語：Distrito de Chincha Alta）是秘魯的一個區，位於該國中南部伊卡大區的欽查省，始建於1857年1月2日，面積238.3平方公里，海拔高度97米，2005年人口62,609，人口密度每平方公里260人。